# Ana Adamuz
Ana Adamuz (Escañuela, 24 de diciembre de 1886-Madrid, 26 de marzo de 1971) fue una actriz española.

## Biografía

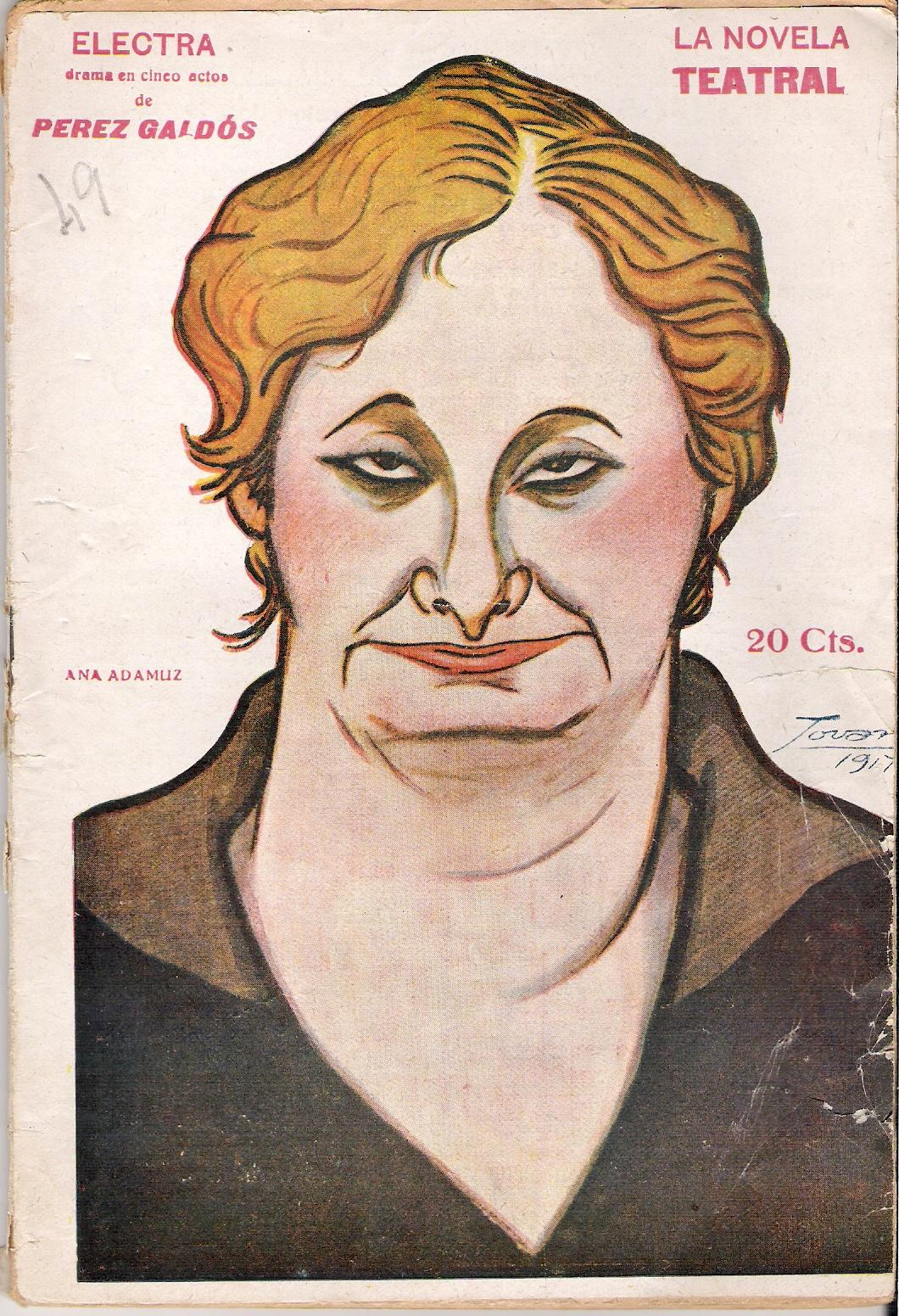
Caricaturizada por Tovar (1917)

Nacida en la localidad jienense de Escañuela en 1886, pasó su juventud en la ciudad de Málaga, iniciándose muy joven en el mundo de la interpretación. Instalada en Madrid, se dedicó plenamente a la escena, interpretando fundamentalmente papeles dramáticos, aunque actuó también en el género cómico. En sus inicios trabajó en la compañía de María Guerrero y Fernando Díaz de Mendoza, con los que estrenó El alcázar de las perlas (1911), de Francisco Villaespesa.
Su plenitud artística se extendió durante el primer tercio del siglo XX e interpretó, entre otras, obras de Jacinto Benavente. Estrenó en España las obras de Oscar Wilde Un marido ideal y Una mujer sin importancia ambas en 1917. Entre otros de sus triunfos sobre las tablas, pueden mencionarse La hija de la Dolores (1927), Prostitución (1933), ambas de Luis Fernández Ardavín, El juicio de Mary Dugan (1929), de Bayard Veiller, Cuando el trigo es verde (1949), de Emlyn William, Madre Paz de Joaquín Dicenta, La malquerida (1933), La infanzona (1948) y Cuando los hijos de Eva no son los hijos de Adán, todas ellas de Benavente o La calumniada (1919) y El genio alegre (1954), ambas de los hermanos Álvarez Quintero, la última con la Compañía de Pepita Serrador.
Su paso por el cine fue muy reducido, interviniendo en cinco títulos: Currito de la Cruz (1926), La hermana San Sulpicio (1934), de Florián Rey, con Imperio Argentina, una nueva versión sonora de Currito de la Cruz (1936), La Dolores (1940), con Concha Piquer y Brindis a Manolete (1948).
Falleció el 26 de marzo de 1971 en Madrid y fue enterrada en el cementerio de la Almudena.